# 懷特港海灘

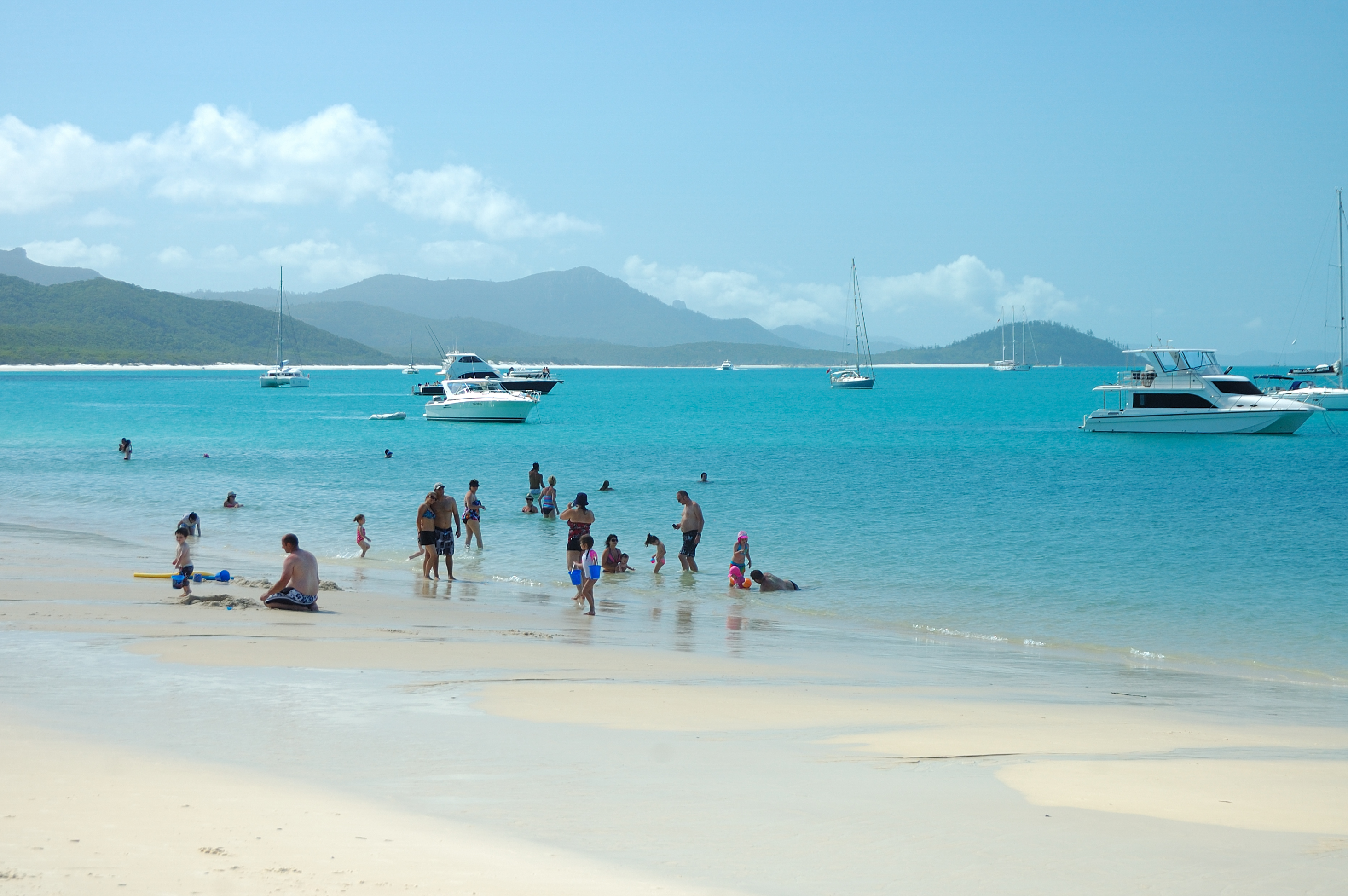
懷特港海灘

懷特港海灘（英語：Whitehaven Beach）是位於澳大利亚昆士蘭州聖靈島的海灘。聖靈靈可從艾爾利海灘乘船、水上飛機和直升飛機到達，亦可從漢密爾頓島出發到達。懷特港海灘位於粉筆海灘的對面，以其晶瑩剔透的白色沙灘和綠松色的海水而著稱。海灘上有烤肉和露營設施。

## 歷史
懷特港海灘在1879年被發現且命名，得名於英格蘭同名小鎮懷特港。這也是當時這一地區眾多得名於坎伯蘭的地名。這一命名規則來由于詹姆斯·庫克在1770年以坎伯蘭群島命名這一群島。

## 地理

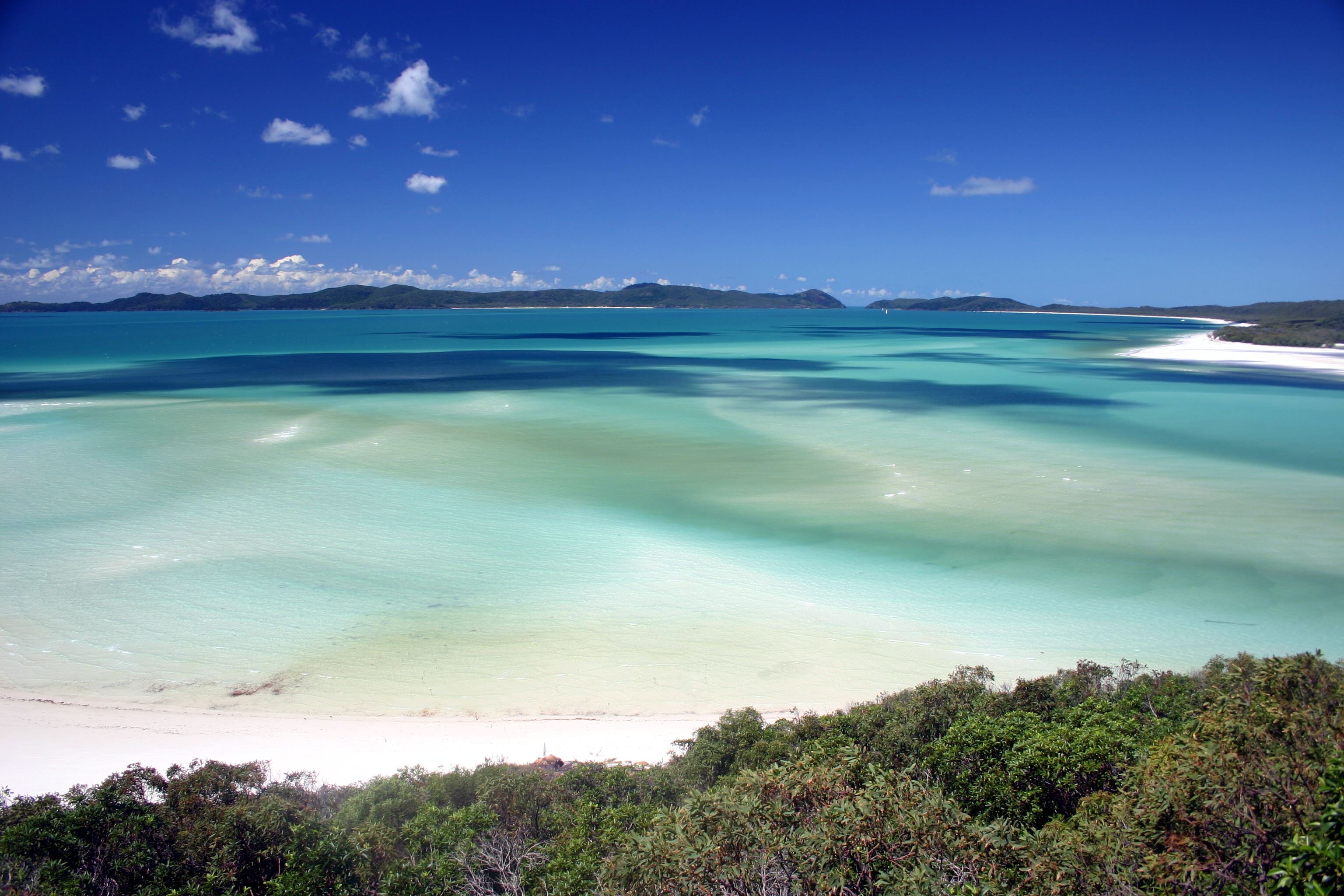
鳥瞰島嶼南部

在2008年的保護澳洲美麗獎中，懷特港海灘獲評為昆士蘭州最清潔的海灘。2010年7月，懷特港海灘被CNN.com評選為世界頂級環境友好海灘。當局規定禁止帶狗進入海灘，並且禁止吸煙。
懷特港海灘以其明亮的白色海灘而著稱，其中含有98%的純二氧化硅。但當地的岩石不含二氧化硅，因此有觀點認為海灘上的沙子來自於海流的搬運。
和普通的沙子不同，懷特港海灘上的沙子難以保溫，因此即使在盛夏亦可以赤腳在海灘上行走。沙質非常細膩，因此可以損害電子器械，但亦可用於拋光寶石。

## 觀光
遊客和本地人士均可前往懷特港海灘游泳觀光，並且也可以烤肉。露營者可以預約國家公園的露營設施在此露營。
懷特港海灘游泳賽是一個2公里長的公開水域游泳競賽，自2009年開始每年11月在海灘舉辦，亦是漢密爾頓島鐵人三項賽的一部分。2022年的比賽舉辦於2022年11月20日。懷特港海灘還出現在賽車遊戲極限競速 地平線3。
2018年，當地政府宣布投資390萬澳大利亚元，以修建新的長距離步行道，並改善島上的露營區，以提升遊客的假日體驗。這一步行道將連接懷特港海灘和島的先端點。